# Stazione di Cazzago
Stazione di Cazzago vasútállomás Olaszországban, Lombardia régióban, Cazzago San Martino településen.

## Vasútvonalak
Az állomást az alábbi vasútvonalak érintik:
- Cremona-Iseo-vasútvonal

## Kapcsolódó állomások
A vasútállomáshoz az alábbi állomások vannak a legközelebb:
- Stazione di Bornato-Calino (Cremona-Iseo-vasútvonal, észak)
- Stazione di Rovato Città (Cremona-Iseo-vasútvonal, dél)